# Ipolytarnóc
Ipolytarnóc là một thị trấn thuộc hạt Nógrád, Hungary. Thị trấn này có diện tích 13,66 km², dân số năm 2010 là 469 người, mật độ 34 người/km².